# أتيليو كانتوني
أتيليو كانتوني (بالإيطالية: Attilio Cantoni)‏ هو مجدف إيطالي، ولد في 2 مايو 1931 في مانديلو ديل لاريو في إيطاليا، وتوفي في 22 أغسطس 2017.

## وصلات خارجية
- أتيليو كانتوني على موقع الاتحاد الدولي للتجديف (الإنجليزية)
- أتيليو كانتوني على موقع أوليمبيديا (الإنجليزية)